# Economie planificată
O Economie planificată este un sistem economic, în care deciziile cu privire la producție și investiții pentru unul sau mai mulți ani (plan cincinal) sunt planificate de autoritatea centrală, de obicei, de guvern, prin ministerele de resort, spre deosebire de economia tip laissez-faire unde deciziile economice sunt luate de interacțiunea liberă dintre consumatori și producători, unde indivizii iau decizii economice nu o entitate politică centralizată. Implementarea unei astfel de forme economice se numește planificare iar în termeni politici socialism.
În aceste economii, planificarea economică centrală efectuată de stat sau de guvern controlează toate sectoarele majore ale economiei și formulează toate deciziile cu privire la utilizarea resurselor. Planificatorii decid ce ar trebui să fie produs și direcționează întreprinderile producătoare să producă acele bunuri, în conformitate cu obiectivele naționale și sociale.
Economiile planificate sunt în contrast cu economiile de piață unde deciziile de producție, distribuție, stabilire a prețurilor și investițiile sunt realizate autonom, pe baza intereselor individuale.

## Justificare
În numele „binelui colectiv” se planifică economic macroeconomia crezându-se ca se va ajunge la „cel mai mare bine pentru cei mai mulți”.
Se justifică planificarea centrală sustinând consolidarea resurselor economice ce permite economiei să se dezvolte intr-o anumită direcție, mai rapid, atunci când se iau decizii cu privire la investiții și producție.
O altă justificare este ideea că, piața liberă nu funcționeză în a asigura interesele oamenilor și o autoritate centrală trebuie să ia deciziile în numele indivizilor, decizie  luată de un birocrat. Aceste decizii sunt luate în baza ideilor de egalitarism, protejarea mediului, anti-consum, anti-coruptie, etc.

## Critici

### Ineficiență economică
Datorită lipsei stimulentelor economice oamenii tind să devină ineficienți, mai exact, nu există recompensă pentru muncă/risc pe măsura aportului de muncă/risc a individului, remunerațiile nu sunt stabilite liber pe baza cererii si ofertei ci sunt stabilite de stat.
Organizațiile economice ineficiente nu sunt lăsate sa intre în faliment, în virtutea „interesului național” sunt salvate și le sunt alocate resurse încontinuare, acest fapt ducând la hazard moral și un comportament ce duce la viitoare pierderi stiindu-se că altcineva va plăti „factura”.
Lipsa celui mai important semnal în deciziile economice, prețul. Fără o piață cu adevărat liberă de stabilire a prețurilor, deciziile de alocare a resurelor sunt luate pe baza unor semnale (preturi) false, ducând la alocarea resurselor către activități ce în realitate nu sunt profitabile, atât pentru agenții economici cât și pentru societate.

### Corupție
Acumularea de putere economică în mânile unor birocrați, politicieni, duce la a recompensa pe cei ce sunt „prietenii” celor ce stabilesc ce se întâmplă cu resursele economice, mai simplu, cui sunt alocați banii. Succesul economic nu este în funcție de abilitatea și spiritul antreprenorial de a produce ceea ce doresc indivizii la cel mai competitiv preț, ci de relațiile pe care le ai cu factorii de decizie.
Cel mai simplu a spus-o John Dalberg Acton : „Puterea tinde să corupă iar puterea absolută corupe absolut.”

### Sistem represiv
Se aseamănă cu represiunea politică în sensul că oamenii nu sunt liberi să aleagă conform propiilor dorințe, indivizii trebuie să se conformeze politicilor de stat, atât în calitatea de consumator cât și în cea de producător.

## Tipuri

### Economie de comandă
Este o economie planificată, cunoscută sub numele de Comunism, unde atât decizia, cât și proprietatea capitalului material și uman sunt în posesia statului, anume a conducătorilor politici, în termeni populari „politruci”.

### Economie cu planificare centrală
Este o economie de tip socialist unde statul are influență de decizie asupra agenților economici, subvenționează, garantează, taxează. Acest sistem economic a fost folosit de socialiști precum Mussolini, Hitler și susținut academic de economiști precum John Maynard Keynes.